# 妖怪の孫
『妖怪の孫』（ようかいのまご）は、2023年公開の日本の映画である。監督は内山雄人、プロデューサーは古賀茂明、ナレーターは古舘寛治が務めた。

## 概要
安倍晋三・安倍政権を題材としたドキュメンタリーで、「彼がもたらしたものは美しい国か、妖怪の棲む国か？」をキャッチコピーとしている。監督を務めた内山は前作に、菅義偉（当時首相）を追った2021年のドキュメンタリー映画『パンケーキを毒見する』があり、その公開後から同作品プロデューサーであった河村光庸に「次は“本丸”をちゃんと描くべきなんじゃないか」と言われてたという。特定秘密保護法や安全保障関連法などの重要なことについて閣議決定されていく中で、危機感を持った内山は取材を進めていくが、2022年7月に安倍晋三が銃撃され死亡すると取材が軒並み断られた。しかし旧統一教会の問題が発覚すると「これももともと、安倍さんが抱えていた問題なのでは」と制作陣の気持ちも再浮上し、取材が再開された。
内山は本作品を通して「この危機的な状況に気づいてもらいたい」と話しており、映画の内容については安倍を批判するものではなく、安倍政権を検証するものとした。

## スタッフ
- 企画：河村光庸
- 監督：内山雄人
- 企画プロデューサー：古賀茂明
- ナレーター：古舘寛治
- 音楽：岩代太郎
- アニメーション：べんぴねこ